# NK Gaj Brođanci
NK Gaj je nogometni klub iz Brođanaca, naselja u sastavu općine Bizovac, a nedaleko Valpova u Osječko-baranjskoj županiji.
U Hrvatskoj u drugoj Jugoslaviji, klub je nosio ime NK Partizan Gaj Brođanci.
NK Gaj je član Nogometnog središta Valpovo te Županijskog nogometnog saveza Osječko-baranjske županije.
U klubu treniraju trenutačno i natječu se samo seniori i to u sklopu 3. ŽNL Osječko-baranjske Lige NS Valpovo.
Na Olimpijskom stadionu u Brođancima svake godine krajem mjeseca kolovoza održava se nadaleko poznata Olimpijada starih športova.

## Uspjesi kluba
2013./14.- prvak 3. ŽNL Liga NS Valpovo.

## Vanjske poveznice
- Službene stranice Općine Bizovac